# Doris Grumbach
Doris Grumbach (12 de julho de 1918 - 4 de novembro de 2022) foi uma professora, editora e autora de romances, memórias, biografias, crítica e ensaios literários norte-americana. Nas suas obras, incluía regularmente personagens gays e lésbicas. Durante mais de duas décadas, Doris e a sua companheira de vida, Sybil Pike, administraram a livraria Wayward Books, em Sargentville, Maine.

## Biografia
Natural de Nova York, Doris M. Isaac era filha de Leonard William Isaac e Helen Oppenheimer. Pertencia à quinta geração da sua família a residir em Manhattan.
Estudou na escola de ensino básico PS 9, onde se destacou dos restantes colegas e saltou vários anos de ensino, ingressando no ensino médio com apenas onze anos. Apesar de apresentar inicialmente bons resultados, Doris não estava preparada socialmente. Tornou-se numa criança tímida e desenvolveu gagueira, sendo pouco depois incentivada pelo próprio diretor da escola a ficar em casa. Quando regressou à escola, um ano depois, era uma aluna indiferente na sala de aula, apesar de demostrar talento nas aulas de teatro e escrita criativa. No seu último ano, venceu um concurso municipal de contos infantis, o que a ajudou a garantir a sua admissão no Washington Square College da Universidade de Nova York.
Recebeu o seu diploma de Bacharel em Artes pelo Washington Square College da Universidade de Nova York em 1939, prosseguindo os seus estudos em Filosofia e integrando a sociedade de honra Phi Beta Kappa.
Em 1940, tirou um Mestrado em Artes, tendo desenvolvido a sua tese sobre literatura medieval, pela Cornell University. Durante esse período conheceu Leonard Grumbach, que estava a tirar um Doutoramento em Neurofisiologia. Casaram-se em 5 de outubro de 1941.
Durante 1940 e 1941, Doris Grumbach trabalhou para a Loew's Inc./MGM, onde escrevia as legendas para filmes distribuídos no exterior. No ano seguinte, foi contratada como revisora da revista Mademoiselle e posteriormente para a Architectural Forum em 1942 e 1943, eventualmente ascendendo ao cargo de editora associada. Quando o seu marido foi recrutado, durante a Segunda Guerra Mundial, Doris alistou-se na Marinha dos EUA como oficial do WAVES. Após a Segunda Guerra Mundial, Doris Grumbach viajou e residiu por várias cidades do país com o marido, enquanto ele ensinava fisiologia. Durante este período, os Grumbachs tiveram quatro filhas: Barbara, Jane, Elizabeth e Kathryn. Antes do nascimento da sua quarta filha, os Grumbach se estabeleceram em Albany, Nova Iorque, onde Leonard Grumbach lecionou no Albany Medical College e Doris Grumbach iniciou a carreira de docente.
Ensinou inglês na Albany Academy for Girls e no College of Saint Rose, também em Albany, onde lecionou até 1971. Ainda durante a década de 1960, lançou-se na sua carreira de escritora e publicou os seus dois primeiros romances, The Spoil of the Flowers (1962) e The Short Throat, The Tender Mouth (1964). Em 1967, publicou uma biografia literária da romancista Mary McCarthy intitulada The Company She Kept, baseada em parte em dados retirados da sua correspondência e outros documentos que McCarthy compartilhou com Doris.
Nos primeiros dois anos da década de 1970, Doris Grumbach deixou o marido, mudou-se para Saratoga Springs, onde ajudou a elaborar o programa de graduação externa do Empire State College, e iniciou um relacionamento amoroso com Sybil Pike. Em 1972, após ter aceitado o cargo de editora literária na revista The New Republic, o casal mudou-se para Washington, D.C., onde Sybil arranjou trabalhou na Biblioteca do Congresso. Como editora literária no The New Republic, Doris escreveu uma coluna chamada "Fine Print", até 1974, quando a revista foi vendida. Permaneceu em Washington com Sybil Pike e em 1975 aceitou o cargo de professora de literatura americana na American University. Durante esses anos, também escreveu uma coluna de não ficção para o The New York Times Book Review e a sua coluna "Fine Print" foi retomada pela Saturday Review.
Em 1979, publicou o romance Music Chamber, que foi bem recebido pela crítica e a ajudou a estabelecer a sua reputação como romancista. Nos seis anos que se seguiram, publicou mais três livros, The Missing Person (1981), The Ladies (1984) e The Magician's Girl (1987), enquanto ensinava escrita criativa no Iowa Writers' Workshop da Universidade de Iowa e na Universidade Johns Hopkins, onde substituiu brevemente John Barth, e trabalhava como crítica literária para o Morning Edition da National Public Radio e do MacNeil-Lehrer Newshour, transmitido pela televisão. Em 1985, renunciou renovar a sua posição como professora na American University.
Em 1990, Doris Grumbach e Sybil Pike mudaram-se para Sargentville, Maine, onde abriram a livraria Wayward Books. Durante esse período, Doris continuou a escrever enquanto a sua companheira de vida geria a livraria, publicando o romance de ficção, The Book of Knowledge, em 1995, e várias memórias focadas principalmente na temática do envelhecimento.
Em 2009, o casal vendeu a Wayward Books e a sua casa no Maine, mudando-se para uma comunidade de aposentados Quaker em Kennett Square, Pensilvânia, onde Sybil Pike morreu em março de 2021, aos 91 anos. Doris Grumbach continuou a escrever, contribuindo com livros de memórias e artigos para The American Scholar.
Doris Grumbach comemorou o seu 100º aniversário em 2018, vindo a falecer em Kennett Square a 4 de novembro de 2022, com 104 anos de idade.

## Recepção crítica
Várias facetas do trabalho de Doris Grumbach lhe renderam elogios e críticas. Frequentemente elogiada e referida como escritora feminista, defendia os direitos das mulheres na sua ficção, expondo vários casos onde a condição da mulher era afectada pelo seu género, quer através de dificuldades económicas, sociais ou psicológicas. Outros críticos consideram no entanto que o seu trabalho não é feminista "o suficiente".
Por colocar o foco nas suas personagens, pertencentes ao espectro LGBT, era frequentemente admirada pela comunidade mais progressista e criticada pela mais conservadora. Vários trabalhos, como The Spoil of the Flowers, Chamber Music e The Ladies, focam-se sobretudo em temas e personagens gays e lésbicas. Por explorar estes temas nas décadas de 1950 e 1960, Doris Grumbach tende a ser agrupada com outros autores inovadores que exploraram as mesmas questões numa época em que o sentimento popular considerava a homossexualidade como um comportamento desviante. Escritoras como Ann Bannon, Marijane Meaker, May Sarton, Sylvia Townsend Warner e Patricia Highsmith exploraram estes temas de maneira positiva, semelhante a Grumbach. Como afirma Ann Cothran, crítica literária de escritores sobre temas lésbicos e autora de um estudo sobre Simone de Beauvoir, talvez a “contribuição mais importante de Grumbach para a literatura gay e lésbica seja a maneira pela qual ela consistentemente representa as relações homossexuais de maneira factual, como um parte integrante da paisagem humana. Grumbach descreve o lesbianismo como uma força positiva e vivificante na vida das mulheres.”
Como autora escreveu uma ampla variedade de gêneros, como romancista, crítica literária, ensaísta, biógrafa, memorialista e crítica cultural.

## Obras

### Romances
- The Spoil of the Flowers (1962)
- The Short Throat, The Tender Mouth (1964)
- Chamber Music (1979)
- The Missing Person (1981)
- The Ladies (1984)
- The Magician's Girl (1987)
- The Book of Knowledge (1995)

### Não-ficção
- The Company She Kept: A Revealing Portrait of Mary McCarthy (1967)
- Father Church and the motherhood of God (2023 - postumamente)[a]

Memórias
- Coming into the End Zone (1991)
- Extra Innings (1993)
- Fifty Days of Solitude (1994)
- Life in a Day (1996)
- The Presence of Absence: On Prayers and an Epiphany (1998)
- The Pleasure of Their Company (2001)

### Livros infantis
- Lord, I Have No Courage (1964)